# Hán Nôm

"Tôi nói tiếng Việt Nam" (碎呐㗂越南), viết bằng sự kết hợp của chữ Nôm (gạch chân) với chữ Hán.

Hán Nôm (漢喃) là một ngành nghiên cứu về cổ văn được viết bằng chữ Hán và chữ Nôm.
Viện Nghiên cứu Hán Nôm ở Hà Nội, được thành lập vào năm 1970, thu thập và nghiên cứu các bản thảo viết tay của hai bộ chữ này. Quyển sách Kho chữ Hán Nôm mã hóa bao gồm 20.000 ký tự đã được mã hóa trên máy tính, xuất bản năm 2008. Đề xuất này đã được trình lên Unicode.
| Chữ Hán Nôm | Thành phần | Phát âm | Phát âm  | Phát âm | Codepoint  | V Source | Tình trạng ở Trung Quốc |
| --- | ---------- | ------- | -------- | ------- | ---------- | -------- | ----------------------- |
| Chữ Hán Nôm | Thành phần | Nôm     | Hán Việt | Bính âm | Codepoint  | V Source | Tình trạng ở Trung Quốc |
| 媄 | ⿰女美     | mẹ      | mĩ       | mĕi     | U+5A84     | V0-347E  | Kangxi, HDZ             |
| 傷 | ⿰亻⿱𠂉昜 | thương  | thương   | shāng   | U+50B7     | V1-4C22  | Kangxi, HDZ, HK Ký tự   |
| 𠎬 | ⿰亻等     | đấng    | đẳng     | děng    | U+203AC    | V2-6E62  | Không có                |
| 𠾾 | ⿰口湿     | nhấp    | thấp     | shī     | U+20FBE    | V3-3059  | Không có                |
| | ⿰育个     | dọc     | dục      | yù      | U+2B1A1    | V4-5224  | Không có                |
| | ⿰朝乙     | giàu    | triều    | cháo    | Không giao | V04-405E | Không có                |
| | ⿰月報     | béo     | báo      | bào     | Không giao | V+604EA  | Không có                |
| Key: Kangxi và HDZ (Hanyu Da Zidian) là từ điển toàn diện của Trung Quốc. Sources: Unihan Database, Hội Bảo tồn Di sản chữ Nôm, "Code Charts - CJK Ext. E" (N4358-A). Các bài đọc Hán Việt là Hán Việt Từ điển. |            |         |          |         |            |          |                         |